# Gieterveen
Gieterveen es una aldea en el oeste de la comunidad Aa en Hunze en la provincia de Drenthe de los Países Bajos.

## Toponimia
El origen del nombre es el pueblo de Gieten y la palabra neerlandesa veen, que significa turba. Gieterveen significa «el área de explotación de turba» cerca del pueblo de Gieten.

## Ubicación
Originalmente estaba ubicado más al oeste del pueblo actual. Ubicado en la orilla norte del Beek, un afluente del río Hunze o Oostermoerse Vaart, en la región Oostermoer. El pueblo está ubicado al borde de la ruta N33.

## Demografía e historia
A 1 de enero de 2008 el pueblo contaba con 995 habitantes. Se creó a los finales de la Edad Media como pueblo de extracción de turba cerca del dique del río Hunze.